# تاکه‌هیکو شینجو
تاکه‌هیکو شینجو (انگلیسی: Takehiko Shinjō؛ زادهٔ) کارگردان فیلم اهل ژاپن است.